# Драги шефе (писмо)
Драги шефе (енгл. Dear Boss) је прво писмо које је послао познати лондонски серијски убица Џек Трбосек. Ово писмо је послано 25. септембра 1888, а примљено је 27. септембра 1888..
Ово писмо као и остала Џекова писма садржи неколико граматичких грешака.
Текст писма говори:
| Dear Boss, I keep on hearing the police have caught me but they wont fix me just yet. I have laughed when they look so clever and talk about being on the right track. That joke about Leather Apron gave me real fits. I am down on whores and I shant quit ripping them till I do get buckled. Grand work the last job was. I gave the lady no time to squeal. How can they catch me now. I love my work and want to start again. You will soon hear of me with my funny little games. I saved some of the proper red stuff in a ginger beer bottle over the last job to write with but it went thick like glue and I cant use it. Red ink is fit enough I hope ha ha . The next job I do I shall clip the ladys ears off and send to the police officers just for jolly wouldn't you. Keep this letter back till I do a bit more work, then give it out straight. My knife's so nice and sharp I want to get to work right away if I get a chance. Good Luck. Yours truly Jack the Ripper' Dont mind me giving the trade name PS Wasnt good enough to post this before I got all the red ink off my hands curse it No luck yet. They say I'm a doctor now ha ha. | Драги шефе, Стално чујем да ме полиција ухватила но не ће ме још средити. Смејао сам се кад изгледају тако паметно и причају да су на правом путу. Шала о Летер Апрон дала ми је праве нападе. Ја сам на курвама и нећу их престати распаривати док ме не ухапсе. Вели рад био је последњи посао. Дами нисам дао времена ни да писне. Како ме сада могу ухватити. Волим свој посао и желим поново почети. Брзо ћеш чути о мени са мојим малим смешним играма. Сачувао сам мало прикладне црвене материјe у пивској боци од послиједњег посла да са њом пишем но згуснила се као лепак и више је не могу користити. Црвенo мастило је исто добрo надам се xa xa. У идућем послу ја ћу дами одсећи уши и послати их полицији само због забаве зар и ти не би. Задржи ово писмо док не неправим још мало посла, онда га лично изручи. Мој нож је тако леп и оштар да желим ићи одмах на посао ако добијем прилику. Срећно. Ваш цењени Џек Трбосек Не замерај ми што користим лажно име ПС Није било добро послати ово док не скинем сву црвену тинту са својих руку проклетсво нема среће још. Сада кажу да сам лекар ха ха. |